# Janina Minge
Janina Madeleine Minge (Lindau, 11 de junho de 1999) é uma futebolista alemã que atua como meio-campista. Atualmente joga pelo VfL Wolfsburg.

## Carreira
Minge começou a jogar futebol em 2002, aos três anos de idade, no TSG Lindau Zech. Depois de sete anos, ela se mudou para o VfB Friedrichshafen. Depois de mais quatro anos, ela se mudou para o FC Wangen 05, onde jogou no time juvenil masculino B.
Minge se juntou ao time da Bundesliga SC Freiburg para a temporada 2015-16 aos 16 anos. Em 13 de setembro, ela fez parte do time pela primeira vez. Em 6 de dezembro, na vitória em casa por 6 a 1 contra o Bayer Leverkusen, ela estreou como substituta de Sandra Starke. Ela marcou seu primeiro gol em 20 de novembro de 2016 na vitória de seu time por 2 a 1 contra o FF USV Jena, fazendo 1 a 0. Na temporada 2021–22, Minge apareceu pelo SC Freiburg um total de 22 vezes. Ela não perdeu um único minuto dos 1.980 minutos possíveis de jogo. Com nove gols, ela foi a melhor artilheira alemã durante a pausa de inverno da temporada 2022–23 e marcou um gol notável na vitória por 4–1 contra o MSV Duisburg. Este gol foi eleito o Gol do Ano do SC Freiburg e foi eleito o Gol do Mês de dezembro pela Sportschau.
Minge mudou-se para o VfL Wolfsburg para a temporada 2024-25, onde assinou um contrato que vai até 2027.
Minge fez sua estreia pela seleção nacional sub-15 da Alemanha em abril de 2013, em uma vitória por 8 a 0 sobre a Holanda. Ela fez três aparições pela seleção nacional sub-16 em 2014. Em 2015, ela foi a segunda jogadora mais jovem da seleção nacional sub-17 para o Campeonato Europeu na Islândia, onde a equipe chegou às semifinais, mas foi derrotada por 1 a 0 pela seleção suíça. Em maio de 2016, a equipe venceu o Campeonato Europeu Sub-17 da UEFA de 2016 após uma disputa de pênaltis contra a Espanha na Bielorrússia.

## Títulos
Alemanha
- Jogos Olímpicos: 2024 (medalha de bronze)